# Yukukshad Irbis
Yukukshad Irbis Tu-lu (o Du-lu) fou kan dels turcs occidentals tu-lu (639). Va intentar reunificar el kanat i va atacar les colònies militar xineses a la zona d'Ha-mi, però fou derrotat pel general xinès Kuo Hiao-k'o prop de les muntanyes Bogdo Ula entre Kucheng i l'actual Ürümchi (642). Com que l'emperador xinès va sostenir a les hordes del Nu-che-pi va haver de lluitar contra aquestes i finalment va haver de fugir el 651. Va morir vers el 653.